# Strange Fruit (brano musicale)
Strange Fruit (in inglese Strano frutto) è una canzone scritta e composta da Abel Meeropol e portata al successo dalla cantante jazz statunitense Billie Holiday, che la eseguì per la prima volta nel nightclub Café Society di New York nel 1939; nel mese di aprile venne pubblicato nel 78 giri Strange Fruit/Fine and Mellow.

## Descrizione del brano
Lo "strano frutto" di cui racconta la canzone è il corpo di un nero che penzola da un albero. Il brano è così una aperta, amarissima, denuncia dei linciaggi dei neri nel sud degli Stati Uniti e una delle prime espressioni del movimento per i diritti civili: l'espressione Strange Fruit è diventata un simbolo per "linciaggio".
La potenza simbolica ed emotiva del testo deriva dal contrasto fra l'immagine evocata di un Sud rurale e tradizionale e la realtà brutale dei linciaggi e del razzismo.

## Storia del brano

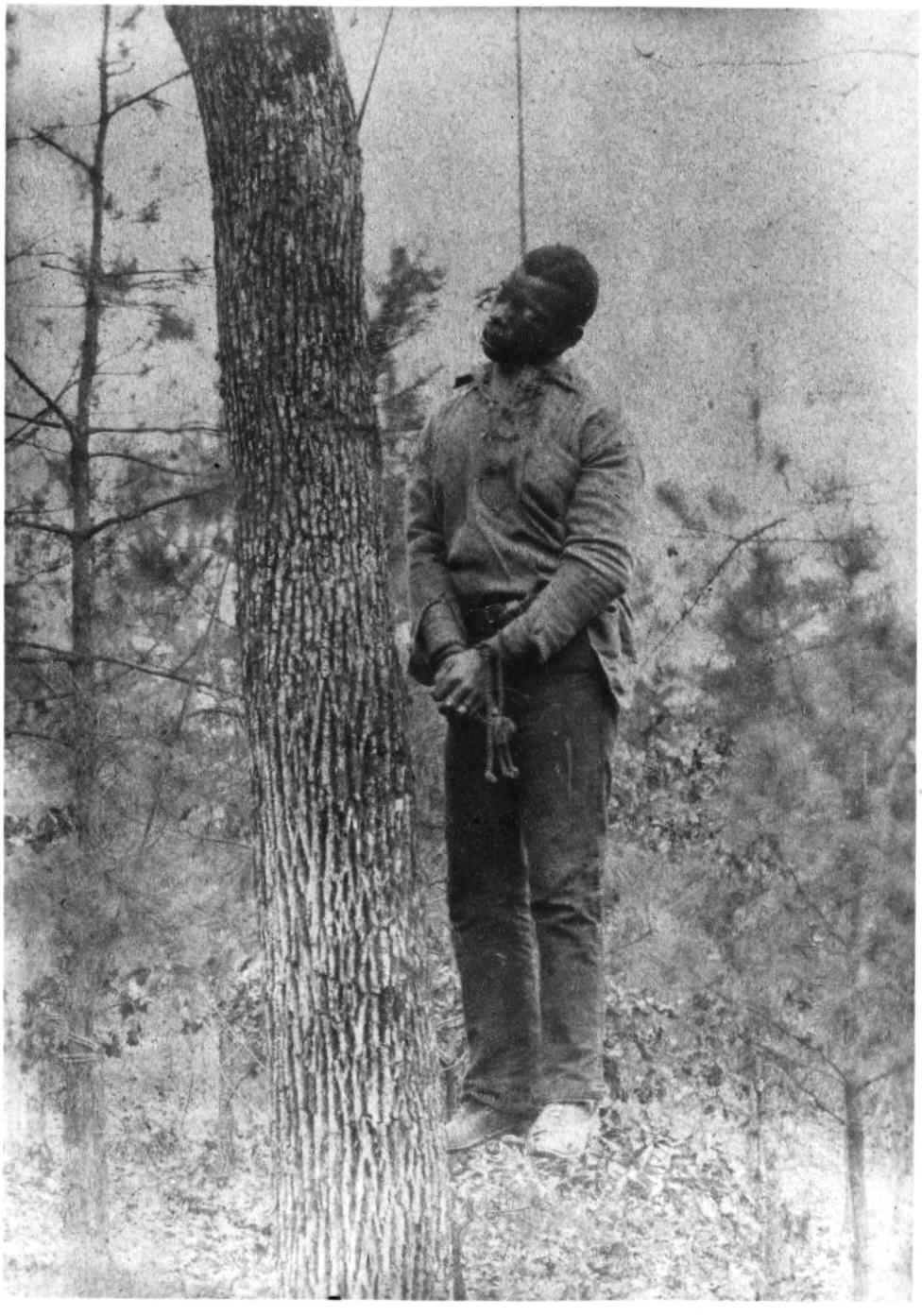
... for the sun to rot/for a tree to drop/Here is a strange and bitter crop (foto di un linciaggio risalente al 1889)

Anche dopo la fine dello schiavismo e dell'Era della Ricostruzione, negli Stati Uniti il razzismo era ancora un fenomeno quotidiano. La Corte Suprema degli Stati Uniti aveva ammesso la segregazione razziale in base al principio Separati, ma uguali, ma nella prassi solo raramente il ma uguali veniva ricordato. Secondo una stima del Tuskegee Institute, negli anni fra il 1889 e il 1940 vennero linciate complessivamente 3.833 persone; il 90% di questi omicidi ebbe luogo nel Sud, e l'80% delle vittime erano afroamericani. Spesso non era neppure necessario un crimine come movente del delitto: come nel caso di Emmett Till, a volte l'unica motivazione adottata era così i negri non diventano troppo spavaldi. Nel 1939 si erano già verificati tre linciaggi, e da un'inchiesta condotta negli Stati del Sud risultò che 6 bianchi su 10 erano favorevoli a tale pratica.

## Registrazione
La prima incisione del brano ebbe luogo a New York il 21 marzo 1939. Billie Holiday fu accompagnata dalla Frankie Newton and His Orchestra composta, oltre che da Newton stesso, da Tab Smith, Kenneth Hollon, Stanley Payne, Sonny White, Jimmy McLin, John Williams, ed Eddie Dougherty.

### Il compositore: Abel Meeropol
Abel Meeropol era un insegnante ebreo-russo del Bronx, membro del Partito Comunista degli Stati Uniti d'America. Quando vide la foto scattata da Lawrence Beitler del linciaggio di Thomas Shipp e Abram Smith a Marion (Indiana), ne ricavò un'impressione talmente forte che non riuscì a dormire per giorni; scrisse quindi la poesia Bitter Fruit ("Frutto amaro") e la pubblicò con lo pseudonimo di Lewis Allan (i nomi dei suoi figli morti in tenera età) sulla rivista New York Teacher e nel giornale comunista New Masses.
Più tardi, dopo aver chiesto invano a vari compositori, fra cui Earl Robinson, mise lui stesso il testo in musica, componendo la canzone Strange Fruit, eseguita per la prima volta da sua moglie durante una riunione del sindacato degli insegnanti di New York. Strange Fruit divenne subito molto popolare negli ambienti della sinistra statunitense. Barney Josephson, il proprietario del Café Society, primo locale ad aver eliminato la segregazione razziale a New York, l'ascoltò e fu lui a far conoscere Meeropol e Billie Holiday.
Sebbene in seguito Meeropol abbia scritto altre canzoni, fra cui anche un successo di Frank Sinatra, rimase sempre profondamente legato a quel pezzo: per questo motivo rimase profondamente ferito quando lesse che, nella sua autobiografia, Billie Holiday affermava che Strange Fruit era stata scritta da lei e dal suo pianista Sonny White.

### L'interprete: Billie Holiday
Nel 1939 Billie Holiday si era già lasciata alle spalle la miseria della sua giovinezza. Aveva collaborato con Count Basie, Glenn Miller e Artie Shaw e aveva ormai una reputazione di artista di successo e di ottima qualità. La cantante, allora ventiquattrenne, aveva all'epoca iniziato ad esibirsi al Café Society. Nella sua vita aveva più volte sperimentato sulla propria pelle il razzismo: quando era ancora sconosciuta, una volta era stata costretta, in un hotel di New York (per ironia chiamato con il nome di Abraham Lincoln), a servirsi del montacarichi invece che dell'ascensore; suo padre morì nel 1937, principalmente perché tutti gli ospedali della zona si rifiutarono di ricoverare un nero (il commento della figlia fu: Non l'ha ucciso la polmonite, l'ha ucciso Dallas).
La canzone guadagnò subito un posto di rilievo nel repertorio della Holiday. Sebbene fosse già famosa come elegante cantante jazz ed espressiva interprete di blues, fu soprattutto grazie a Strange Fruit che raggiunse la fama mondiale. L'immagine di Billie Holiday e della canzone si confusero l'una con l'altra: non era più solo la donna capace di sedurre e commuovere il suo pubblico, ma anche di scuoterlo.

### Café Society
Il Café Society era un club frequentato da intellettuali di sinistra e liberali e dalla società bohèmienne del Greenwich Village. Sebbene la clientela fosse prevalentemente bianca, vi si poteva trovare anche un pubblico misto, ed era l'unico club di New York, a parte quelli di Harlem, che ospitava apertamente bianchi e neri nella stessa serata. Il proprietario, Barney Josephson, era tanto un sostenitore dell'integrazione razziale quanto del buon jazz e del buon intrattenimento.

## L'esecuzione di Billie Holiday

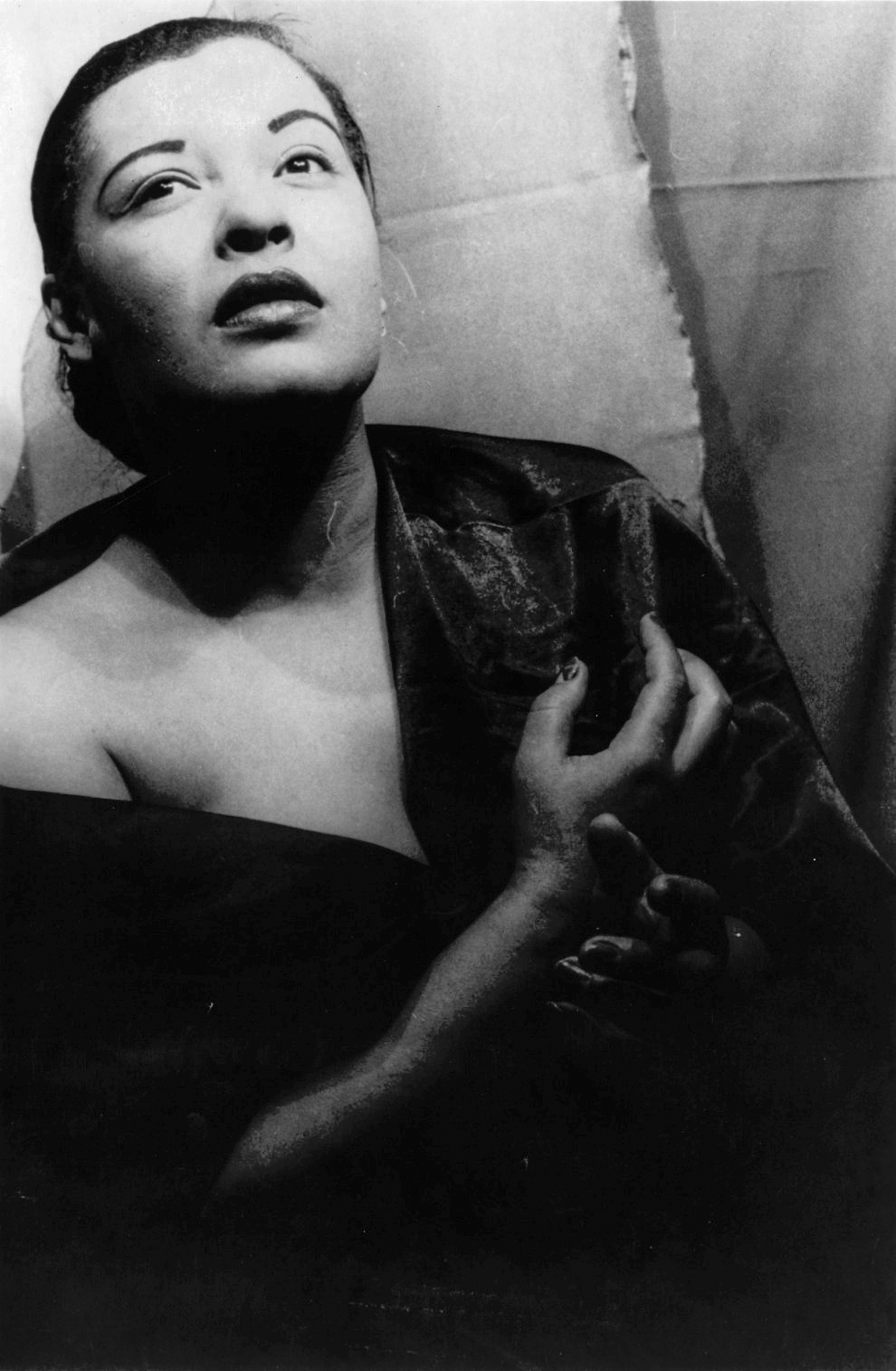
Billie Holiday fotografata da Carl Van Vechten

All'inizio, Billie Holiday non era convinta di inserire Strange Fruit nel suo programma, tanto era lontana la canzone dal resto del suo repertorio. La prima esecuzione al Café Society venne accolta dapprima da un grande silenzio, e solo dopo qualche tempo iniziò l'applauso, prima esitante poi sempre più forte.
Le varie versioni che si sono succedute da allora hanno interpretato il testo o come una canzone di protesta di sinistra o con una pietà e un pathos spesso eccessivo. Tuttavia cantata da Billie Holiday la canzone acquista un'immediatezza e un'urgenza inaudite. Come afferma una biografia della cantante, "Ascoltando molte delle varie cover della canzone, si ha l'impressione di ascoltare una bellissima versione di una bellissima canzone; ascoltando Billie, si ha l'impressione di stare esattamente ai piedi dell'albero". Quest'interpretazione si rivolse a un pubblico molto più vasto di prima ed ebbe il merito di attrarre l'attenzione delle masse, oltre quella degli ambienti direttamente interessati al problema: in questo modo, l'orrore del razzismo e delle violenze dei bianchi sui neri, che la grande maggioranza delle persone accettava passivamente, venne percepito come un problema sociale urgente.
Strange Fruit era l'ultima canzone nello spettacolo di Billie Holiday al Café Society. I camerieri smettevano di servire ai tavoli, tutte le luci, eccetto un faretto puntato sulla cantante, venivano spente, e lei stessa teneva gli occhi chiusi durante l'introduzione, come se fosse stata in preghiera. Subito dopo l'esibizione lasciava il palcoscenico, e generalmente a questo seguiva silenzio, senza nessun'altra musica, chiaro segnale che lo spettacolo era terminato.
La Holiday usò la canzone come chiusa del proprio spettacolo sia per condividerla con le platee con le quali aveva trovato una buona intesa, sia anche per sfidare quelle che invece non la rispettavano. Scrisse nella sua autobiografia: "Questa canzone aiuta a distinguere le persone a posto dagli idioti e dai cretini". Negli Stati del Sud, nei quali si esibiva comunque poco, la Holiday eseguì la canzone ancora più di rado, poiché sapeva che avrebbe rischiato di suscitare rabbia. A Mobile, nell'Alabama, venne cacciata dalla città solo per aver provato a cantare Strange Fruit.

## Accoglienza
La Columbia Records, per la quale la Holiday aveva fino ad allora inciso, guidata da quel John Hammond che qualche anno prima aveva scoperto la cantante, John Hammond, si rifiutò di produrre Strange Fruit;  la Columbia non fornì alcuna spiegazione ufficiale, oggi il motivo può essere solo ipotizzato: la canzone sarebbe stata troppo scandalosa e compromettente per il pubblico bianco degli Stati del Sud e avrebbe significato una grossa rottura rispetto al repertorio standard della Holiday, che prevalentemente consisteva in tipica musica da club. La Holiday riuscì a incidere e pubblicare la canzone grazie alla Commodore Records di Milt Gabler, una piccola casa discografica di New York.
Il brano, pur essendo un classico della storia della musica afroamericana, non viene eseguito sovente. La  versione di riferimento, quella di Billie Holiday, è disturbante e dolorosa ai limiti del sopportabile.  Eseguire Strange Fruit, entrando in confronto diretto con la versione della Holiday, è una grande sfida, che molti preferiscono evitare.
Emma Morton, Eartha Kitt, Cassandra Wilson, Nina Simone, Tori Amos, Pete Seeger, Diana Ross, Siouxsie and the Banshees, Cocteau Twins, Robert Wyatt, Sting, Jeff Buckley, Annie Lennox sono alcuni degli artisti che si sono cimentati nell'impresa, cantando loro versioni del brano; Tricky ne ha prodotto un remix e Lester Bowie con i suoi Brass Fantasy ne ha fatto una versione strumentale.
La rivista TIME, che nel 1939 aveva bollato Strange Fruit come "propaganda in musica", 60 anni dopo la elesse "Canzone del XX secolo". Nel 2002, la Library of Congress la selezionò assieme ad altre 49 canzoni per i 50 dischi da inserire per quell'anno nel National Recording Registry.
Nel 2002 il regista Joel Katz ha girato un documentario sulla canzone. Le varie interpretazioni di Billie Holiday si possono trovare in molte sue raccolte, come The Commodore Master Takes, che contiene la prima registrazione.
Strange Fruit fu a lungo ostracizzata dalla radio statunitense, e la BBC si rifiutò all'inizio di trasmetterla; ai tempi dell'apartheid trasmettere la canzone era ufficialmente vietato per le stazioni radio del Sudafrica
Nel 2005/6, il Teatro Nazionale Croato di Spalato (Croazia), ha allestito, regia Arsen Ostojic, l'atto unico Billie Holiday, con protagonista la Primattrice Nazionale Ksenija Prohaska.  Uno dei nove brani del dramma è proprio "Strange fruit". Lo spettacolo è tuttora in repertorio.

## Significato del brano
Dal punto di vista simbolico, Strange Fruit ha avuto, per il movimento per i diritti civili negli Stati Uniti, la stessa importanza della celebre azione di Rosa Parks. A parte We Shall Overcome e forse anche The Death of Emmett Till di Bob Dylan, nessun'altra canzone è così legata alla lotta politica per l'uguaglianza condotta dai neri. Fin dai primi tempi venne salutata come "la Marsigliese nera", oppure osteggiata come "propaganda", nel corso del tempo venne percepita come una domanda di rispetto e giustizia.
Molto importante per la storia della ricezione del brano fu il libro di Angela Davis Blues Legacies and Black Feminism: mentre in precedenza la Holiday era spesso presentata come una "semplice cantante d'intrattenimento", quasi solo uno strumento per far conoscere la canzone, la Davis, a seguito di varie ricerche, tracciò il ritratto di una donna ben consapevole del valore e dell'importanza di Strange Fruit. Sebbene essa facesse parte del suo repertorio standard, Billie cercò sempre di variarne l'interpretazione come poche altre canzoni. La Davis interpreta la canzone come un'autorevole ripresa della tradizione di protesta e resistenza sempre presente nella musica e nella cultura dei neri americani.